# Harpersville
Harpersville est une ville américaine située dans le comté de Shelby en Alabama.
Selon le recensement de 2010, Harpersville compte 1 637 habitants. La municipalité s'étend sur 21,07 milles carrés (54,57 km2), dont 20,73 milles carrés (53,69 km2) de terres.
Harpersville est fondée par James W. Harper dans la première moitié du XIXe siècle. Elle devient une municipalité à la fin de la Seconde Guerre mondiale.

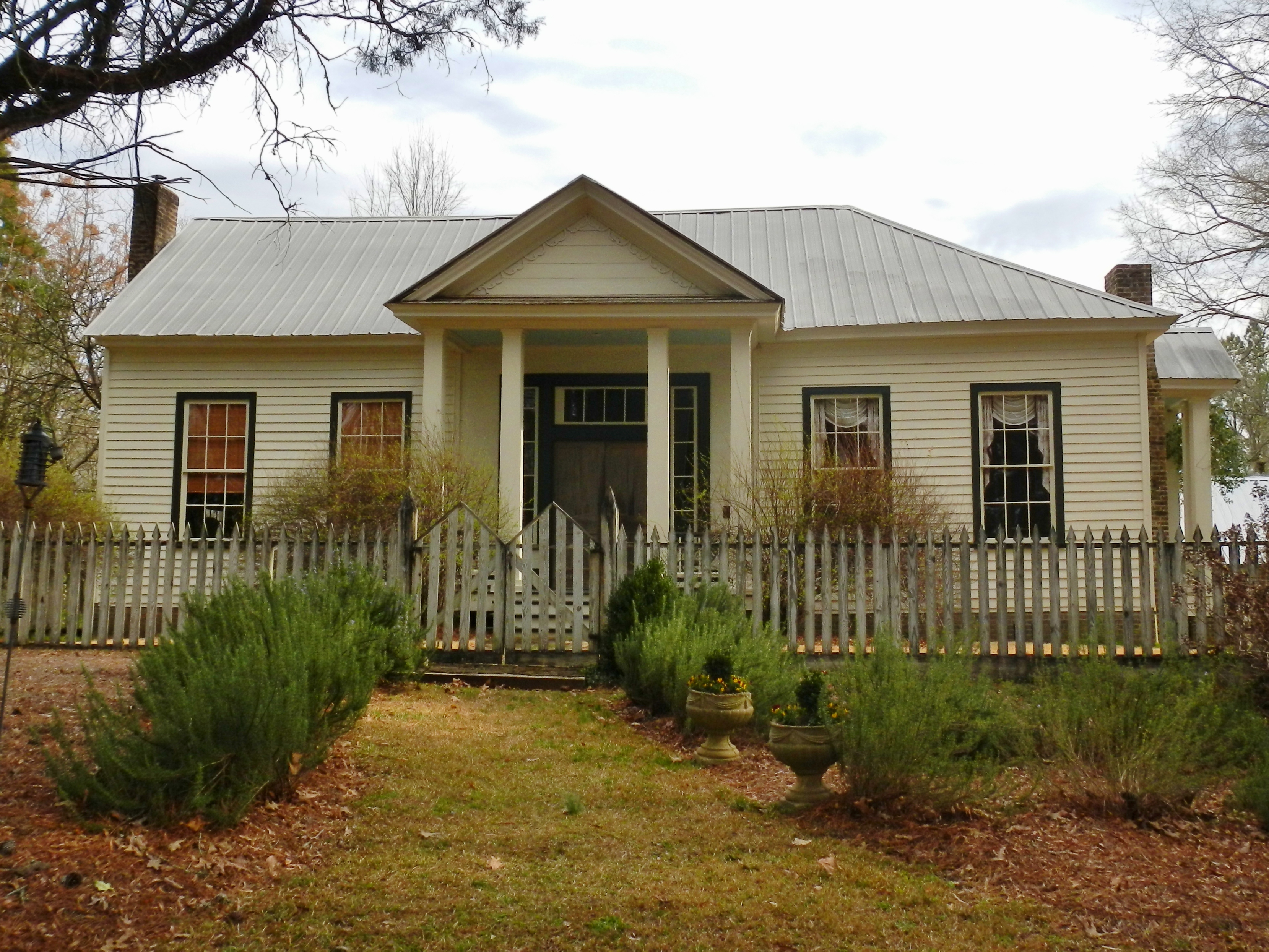
Maison du chancelier

## Démographie
| 1880 | 1950 | 1960 | 1970 | 1980 | 1990 | 2000  | 2010  |
| ---- | ---- | ---- | ---- | ---- | ---- | ----- | ----- |
| 194  | 348  | 667  | 639  | 934  | 772  | 1 620 | 1 637 |